# IAI Lavi
IAI Lavi byl víceúčelový stíhací letoun, vyvinutý izraelským výrobcem letadel Israel Aircraft Industries v 80. letech 20. století. Projekt v hodnotě několika miliard amerických dolarů byl zrušen v době, kdy si izraelská vláda uvědomila, že sama bez pomoci dalších zemí, není schopná financovat celý vývoj a výrobu typu. O efektivitě vynaložených prostředků se v Izraeli vedly bouřlivé diskuse a nakonec došlo i na nátlak Spojených států, které vývoj letounu spolufinancovaly. Uvědomily si totiž, že letoun by byl přímou konkurencí domácího stroje F-16 Fighting Falcon.
Nejméně dva vyrobené prototypy se dochovaly. První je uložen v muzeu Izraelského vojenského letectva a druhý, používaný jako technologický demonstrátor, se nachází v zařízení výrobce Israel Aerospace Industries (v roce 2006 došlo k jeho přejmenování) na Ben Gurionově letišti v Tel Avivu.

## Vývoj
Projekt Lavi byl zahájen v roce 1980, kdy byly firmě Israel Aircraft Industries (IAI) zaslány požadavky na nový stíhací letoun pro izraelské letectvo. Samotný vývoj byl zahájen v říjnu 1982, přičemž už od počátku bylo rozhodnuto, že stroj bude pohánět proudový motor Pratt & Whitney PW1120, jenž byl modifikací motoru Pratt & Whitney F100, který v USA poháněl letouny F-15 a F-16.
Kokpit byl navržen s přihlédnutím ke zkušenostem izraelských bojových pilotů s ohledem na to, aby se pilot mohl méně věnovat kontrole různých systémům letounu a naopak více pozornosti věnovat boji. Letoun měl také zabudován analytický systém, který usnadňoval jeho údržbu.
V konstrukci bylo použito delta křídlo s velkými kachními ploškami před ním. Tato koncepce dávala letounu na jedné straně výbornou obratnost, ovšem na druhé straně také výraznou vrozenou nestabilitu. K její kompenzaci byl instalován elektronický řídící systém fly-by-wire.
První let prototypu proběhl 31. prosince 1986. Testovací pilot Menachem Šmul, vzlétl ve 13.21 a během 26 minut trvajícího letu vyzkoušel motor a řízení letounu. Druhý prototyp vzlétl o tři měsíce později. U něj došlo k několika modifikacím: stroj měl vylepšenou avioniku, palivovou nádrž pod trupem a byl také vybavený zařízením pro doplňování paliva za letu.

## Zrušení programu
Když IAI postavilo první dva z předpokládaných pěti prototypů, izraelská vláda projekt zrušila kvůli finančním potížím, politickým tlakům a neshodám okolo projektu. Výdaje na projekt dosáhly v roce 1983 celkem 6,4 miliardy dolarů, z nichž 40 % hradila americká a 60 % izraelská vláda. Důležitým faktorem při zrušení projektu byla americká neochota nadále financovat vývoj přímého konkurenta vlastních strojů F-16C/D a McDonnell Douglas F/A-18 Hornet. Rovněž mezi odborníky zaznívaly pochybnosti, zdali je Lavi opravdu o tolik kvalitnější, aby to vyvážilo jeho, v porovnání s F-16, vyšší cenu. Bylo navrhováno, aby bylo místo letounů Lavi objednáno větší množství osvědčených amerických letounů.
O zrušení projektu rozhodla Šamirova vláda 30. srpna 1987 většinou jednoho hlasu. Po dvou letech výrobce na vlastní náklady dokončil stavbu třetího prototypu, který používal jako technologický demonstrátor až do poloviny 90. let. Později byl používán už jen na zemi pro různé pokusy. Při vývoji letounu Lavi byla vyvinuta řada komponentů a subsystému, které byly použity i u dalších projektů či byly obchodovány na zbrojním trhu.

## Specifikace

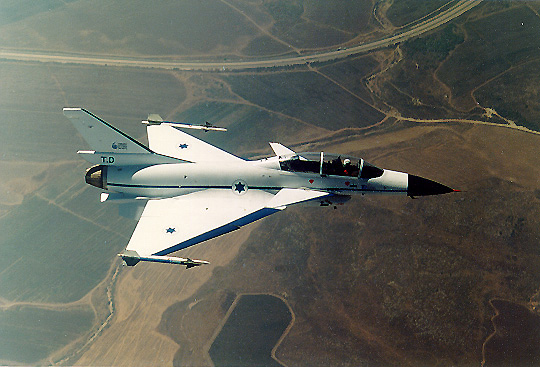
IAI Lavi

### Technické parametry
- Posádka: 1
- Délka: 14,57 m
- Rozpětí: 8,78 m
- Výška: 4,78 m
- Plocha křídel: 33 m²
- Prázdná hmotnost: 7 031 kg
- Plná hmotnost: 9 991 kg
- Nejvyšší vzletová hmotnost: 19 277 kg
- Pohon: 1× proudový motor s přídavným spalováním Pratt&Whitney PW1120 (91,5 kN)

### Výkony
- Nejvyšší rychlost: 1 965 km/h
- Dolet: 3 700 km
- Dostup: 15 240 m
- Stoupavost: 254 m/s
- Plošné zatížení: 303,2 kg/m²
- Poměr tah/hmotnost: 0,94

### Výzbroj
- 1 × 30 mm kanón DEFA
- 7 260 kg výzbroje na závěsnících